# Alberto Pizango
Segundo Alberto Pizango Chota (Balsapuerto, 31 de agosto de 1964) es un dirigente peruano de la etnia chayahuita. Fue presidente de AIDESEP. Después de graduarse de profesor, se desempeñó durante muchos años como maestro bilingüe en las comunidades nativas. Se ha hecho notorio por resistir las políticas del gobierno peruano de otorgar concesiones petroleras en áreas que pertenecen a las comunidades indígenas, así como por los enfrentamientos en Bagua.

## El caso de la "Ley de la Selva"
En junio de 2008 el gobierno del Perú aprueba diez decretos legislativos en el marco del Tratado de Libre Comercio Perú-Estados Unidos. Los nativos amazónicos del Perú no se encuentran de acuerdo. Al promulgar los decretos, el gobierno peruano incumple el Convenio 169 de la OIT al que está obligado como parte signataria, la Declaración de las Naciones Unidas sobre los Derechos de los Pueblos Indígenas, en particular los artículos 26, 29 y 32, entre otros, y la jurisprudencia de la Corte Interamericana de Derechos Humanos sobre los derechos a la tierra de los pueblos indígenas.
En agosto de 2008, Pizango, como presidente de AIDESEP, estuvo al frente de las protestas de grupos indígenas amazónicos que tomaron control de dos instalaciones petroleras: un yacimiento de gas natural en el sur del Perú explotado por la compañía argentina Pluspetrol, y un oleoducto en el norte, de propiedad de Petroperú. Pizango negó que otros grupos políticos financiaran las manifestaciones. Durante las protestas, los indígenas tomaron como rehenes a dos oficiales de policía.
El gobierno declaró el estado de emergencia en los departamentos de Cusco, Loreto y Amazonas, lo que le daba otorgaba licencia de enviar tropas para desalojar por la fuerza y detener a los manifestantes. Alberto Pizango declaró que "los indígenas se están defendiendo de la agresión del gobierno". Según el director de Survival, Stephen Corry, "se está llevando a los indígenas peruanos a adoptar medidas desesperadas para intentar salvar sus tierras, que consideran durante cinco siglos les han sido robadas".
Las protestas terminaron cuando Pizango y la AIDESEP acordaron con el congreso peruano de rechazar dos leyes. Estas leyes se referían a utilizar áreas tribales de la Amazonia para la explotación petrolera. El 6 de septiembre de 2008 el congreso derogó las leyes, que habían sido sancionadas y promulgadas por decreto por el presidente Alan García. Alberto Pizango declaró que se trataba de "un nuevo amanecer para los pueblos indígenas del país".
Las protestas indígenas continuaron en abril de 2009, pidiendo la derogación de seis decretos, considerados inconstitucionales por la Comisión de Constitución del congreso peruano. Estos trataban sobre la venta del 60% de los bosques primarios de la Amazonia peruana a empresas para explotación de hidrocarburos o el cultivo de biocombustibles. Sus pedidos tuvieron el respaldo de otros grupos como el Frente Patriótico de Loreto, el Frente de Defensa de Pucallpa, la Confederación Nacional Agraria, la Confederación Campesina del Perú y la Confederación Nacional de Comunidades del Perú Afectadas por la Minería. Posteriormente tuvo el respaldo de la actriz Q'orianka Kilcher.
El 5 de junio, día del medio ambiente en el Perú, tras la incursión policial ordenada desde el ejecutivo para desalojar a los grupos de indígena amazónicos que tomaron la carretera Fernando Belaúnde Terry, se produjeron serios incidentes en los alrededores de la localidad de Bagua. Nuevos incidentes con víctimas fatales ocurrieron posteriormente, cuando las fuerzas policiales intentaron recuperar una estación de bombeo petrolera que había sido ocupada por los indígenas y donde 38 policías eran mantenidos como rehenes. Como resultado de esos incidentes, se produjo la muerte de al menos 32 personas (entre ellos, 23 policías que fueron baleados con sus propias armas o degollados) según las fuentes oficiales. Aunque las fuentes indígenas y otras sostienen que el número de muertos ha sido considerablemente mayor, la Defensoría del Pueblo sostiene que esta información es falsa. La organización internacional Amazon Watch ha denunciado haber recibido informes de testigos acerca de que la policía estaría desapareciendo los cadáveres de los indígenas con el fin de disminuir el número de víctimas. En un intento de contrastar las cifras oficiales, un periodista de la revista Caretas (11 de junio) recorrió los diferentes lugares donde se habría procedido a ejecuciones extrajudiciales. A pesar de las múltiples tentativas, no pudo encontrar prueba de ello. La ONU consideró, al carecer de pruebas, que no existe genocidio indígena en Perú.

## El pedido de asilo de Alberto Pizango
El 8 de junio de 2009 jefe del Gabinete Ministerial peruano, Yehude Simon, confirmó ante el Parlamento de la República que el dirigente nativo, Alberto Pizango, pidió asilo en la Embajada de Nicaragua en el Perú. «Acabo de recibir un informe de la Embajada de Nicaragua en Lima, que dice que en la tarde de hoy se refugió (allí) el ciudadano Alberto Pizango, y el gobierno lo ha aceptado», sostuvo Simón. La embajada finalmente autorizó ese pedido.